# Stylops
Stylops är ett släkte av insekter. Stylops ingår i familjen stekelvridvingar.

## Bildgalleri

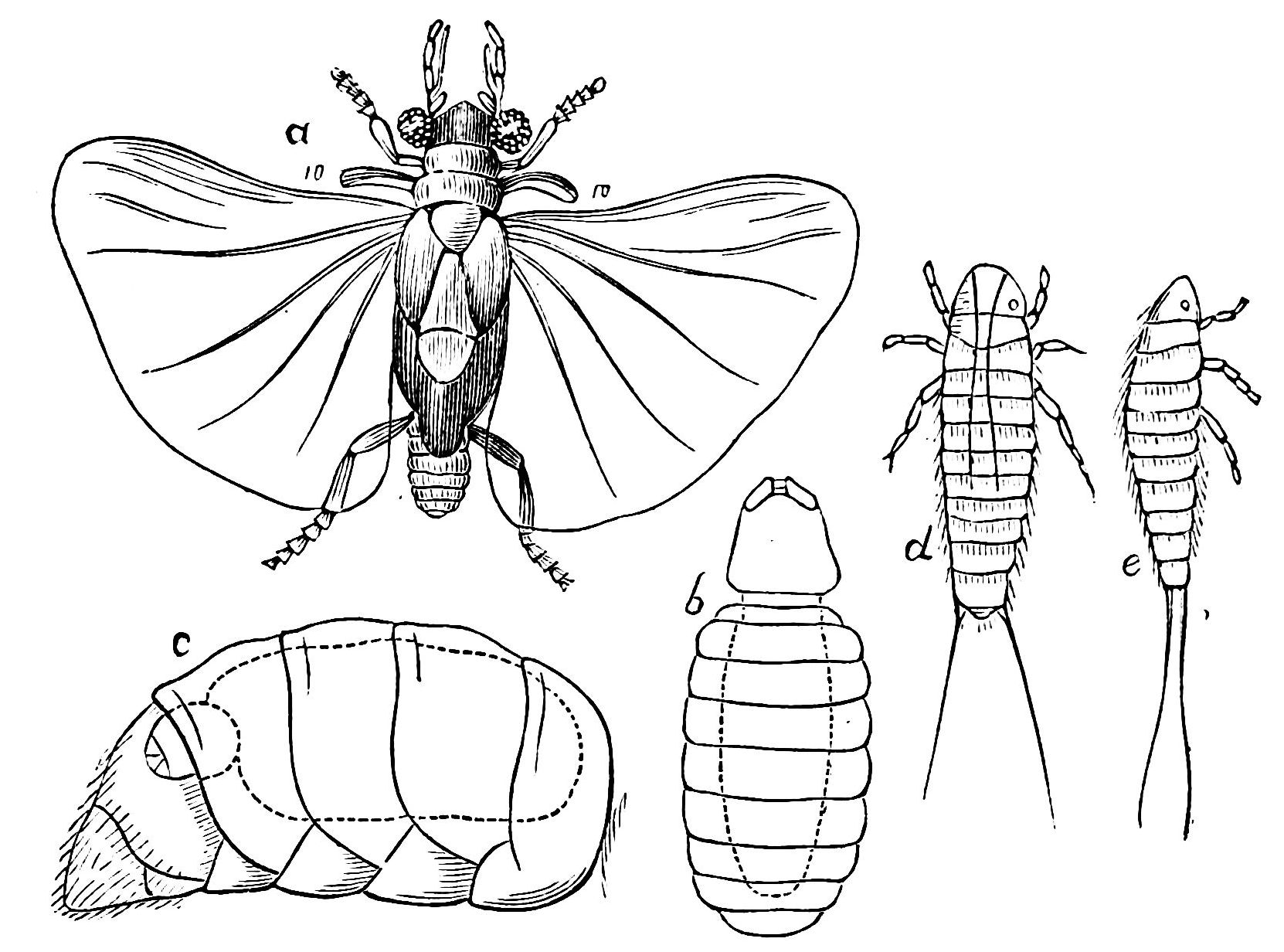

## Dottertaxa tillStylops, i alfabetisk ordning[1]
- Stylops advarians
- Stylops apicalis
- Stylops bipunctatae
- Stylops bisalicidis
- Stylops bruneri
- Stylops californica
- Stylops childreni
- Stylops claytoniae
- Stylops cornii
- Stylops crawfordi
- Stylops cressoni
- Stylops cuneiformis
- Stylops duboisi
- Stylops elongata
- Stylops erigeniae
- Stylops grandior
- Stylops heterocingulata
- Stylops hippotes
- Stylops leechi
- Stylops mandibularis
- Stylops medionitans
- Stylops moestae
- Stylops multiplicatae
- Stylops neonanae
- Stylops nubeculae
- Stylops nudae
- Stylops oklahomae
- Stylops pacifica
- Stylops packardi
- Stylops polemonii
- Stylops salicifloris
- Stylops shannoni
- Stylops solidulae
- Stylops sparsipilosae
- Stylops subcandidae
- Stylops swenki
- Stylops timberlakei
- Stylops vandykei
- Stylops vicinae